# Sanjin Pintul
Sanjin Pintul (Sarajevo, 18 november 1970) is een voormalig profvoetballer uit Bosnië en Herzegovina die speelde als verdediger gedurende zijn carrière. Hij beëindigde zijn loopbaan in 2001 bij de Zwitserse club Young Boys Bern. Pintul speelde eerder clubvoetbal in onder meer Duitsland, Brazilië en Turkije.

## Interlandcarrière
Pintul kwam in totaal zeven keer (twee doelpunten) uit voor de nationale ploeg van Bosnië en Herzegovina in de periode 1996–1997. Onder leiding van bondscoach Fuad Muzurović maakte hij zijn debuut op 8 oktober 1996 in de WK-kwalificatiewedstrijd tegen Kroatië (1-4) in Bologna, net als Bakir Beširević (NK Osijek), Nudžein Geča (NK Bosna), Amir Teljigović (Trelleborgs), Sead Halilović (Hapoel Be'er Sheva) en Hasan Salihamidžić (Hamburger SV). Pintul viel in dat duel na 64 minuten in voor Muhamed Konjić. Tijdens de strijd om de Dunhill Cup (1997) in Maleisië scoorde hij twee keer: tegen Vietnam (4-0) en Indonesië (2-0).